# Munai
Munai è una municipalità di quinta classe delle Filippine, situata nella Provincia di Lanao del Norte, nella Regione del Mindanao Settentrionale.
Munai è formata da 26 baranggay:
- Bacayawan
- Balabacun
- Balintad
- Dalama
- Kadayonan
- Lindongan
- Lingco-an
- Lininding
- Lumba-Bayabao
- Madaya
- Maganding
- Matampay
- North Cadulawan

- Old Poblacion
- Panggao
- Pantao
- Pantao-A-Munai
- Pantaon
- Pindolonan
- Punong
- Ramain
- Sandigamunai
- Tagoranao
- Tambo
- Tamparan (Mandaya)
- Taporog